# 克里斯蒂安·加伦达
克里斯蒂安·加伦达（義大利語：Christian Galenda，1982年1月18日—），意大利男子游泳运动员。他曾代表意大利参加世界游泳锦标赛，获得一枚银牌。他也曾参加2004年和2008年夏季奥运会。